# Gazimelle de Burzet
De Gazimelle de Burzet is een Franse kaas uit de Ardèche in de regio Auvergne-Rhône-Alpes.
De productie van de Gazimelle de Burzet komt vrijwel overeen met de manier van werken bij de Caillé doux de Saint Félicien. De melk wordt direct na het melken verzameld en gestremd (binnen 2 uur). De melk mag niet opnieuw verwarmd worden, dit garandeert overigens ook de ambachtelijke bereiding op de boerderij.

Na het stremmen wordt de kaas gesneden om de wei weg te laten lopen. De rijpingstijd van de Gazimelle de Burzet is korter dan die van de Caillé doux de Saint Félicien ongeveer 8 dagen.